# Revúcke podolie

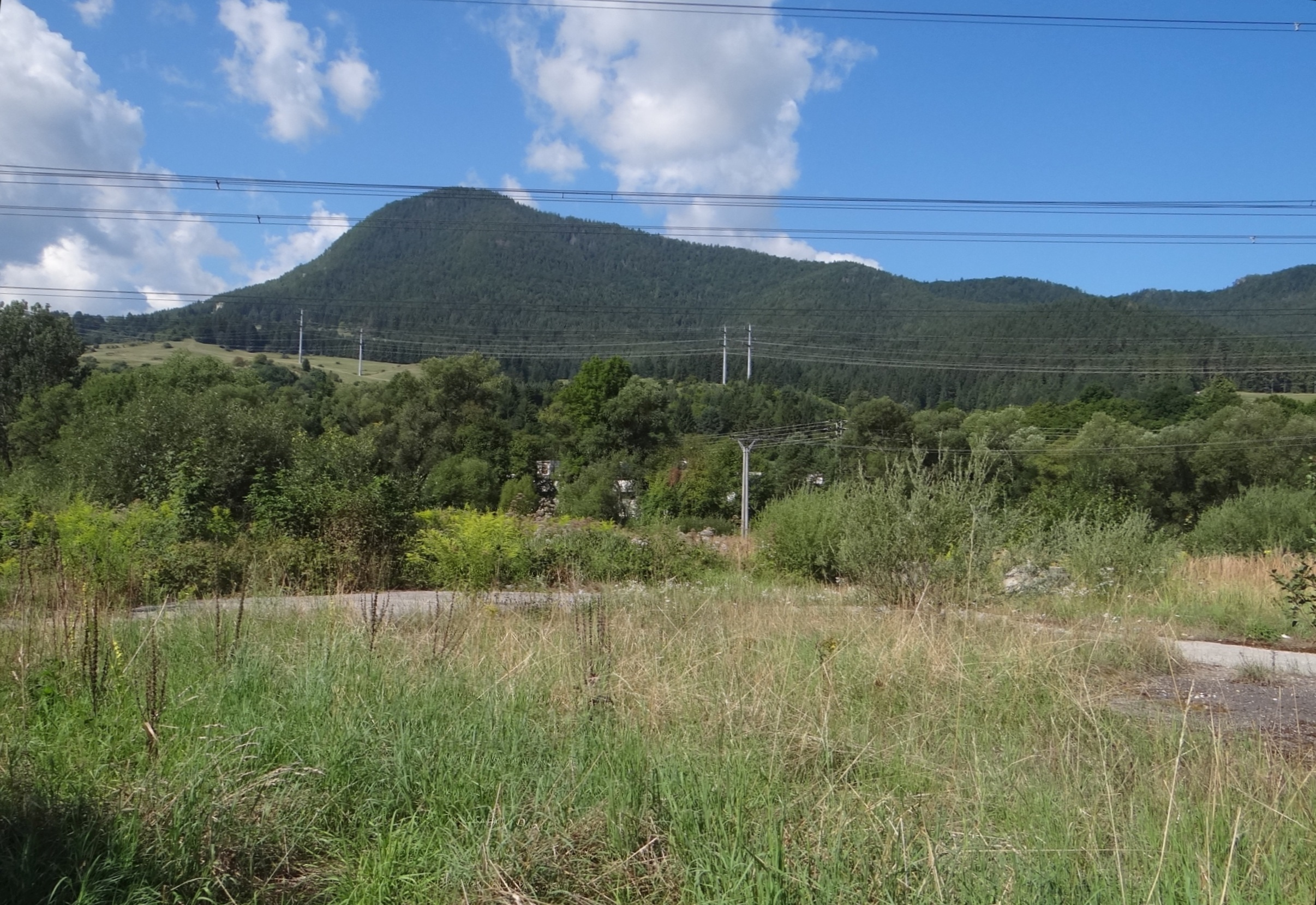
Revúcke podolie i Sidorovo

Revúcke podolie – geomorfologiczna jednostka Wielkiej Fatry na Słowacji. Znajduje się we wschodniej części tego pasma górskiego i zajmuje wąski pas lewego brzegu rzeki Revúca. Na północy graniczy z podjednostką Szypska Fatra (Šípska Fatra), na północnym wschodzie na krótkim odcinku przylega do Kotliny Liptowskiej, a wschodnim sąsiadem są Niżne Tatry. Na południe od wsi Liptovská Osada Revúcke podolie graniczy z podjednostką Zvolen, a na zachód znajduje się Halna Fatra i Šiprúň.
Revúcke podolie ciągnie się od wsi Liptovská Osada na południu po miasto Rużomberk na północy. Wschodnim obrzeżem Revúckiego podolia biegnie droga krajowa 59 będąca fragmentem międzynarodowej trasy T7, zachodnią częścią poprowadzono linię elektryczną wysokiego napięcia.
Revúcke podolie ma kilka lewych odgałęzień wcinających się w stoki Wielkiej Fatry. Większe z nich w kolejności od południa na północ to dolinki: Vyšné Matejkovo, Nižné Matejkovo i Trlenská dolina. W obrębie jednostki Revúcke podolie znajduje się kilka obszarów chronionej przyrody: obszar chroniony Revúca oraz pomniki przyrody Dogerské skaly, Vlčia skala, Jazierske travertíny i Bukovinka. Jest też kilka jaskiń.